# Szántó Tivadar
Szántó Tivadar, született Theodor Jehuda Löb Schmulowitz (Bécs, 1877. június 3. – Budapest, 1934. január 7.) magyar zongoraművész, zeneszerző.

## Élete
Abraham Schmulowitz kántor és Anna Feldman fia. Tanulmányait Bécsben, majd 1893-tól a budapesti Zeneakadémián végezte: zeneszerzésben Koessler János, zongorában Chován Kálmán oktatásában részesült. 1898 és 1902 között Berlinben Ferruccino Busoninál képezte magát. Több sikeres németországi és angliai hangversenykörút után, 1905-ben Párizsban, majd 1914-ben Genfben telepedett le. Az első világháború után a francia zene népszerűsítéséért a francia Becsületrend lovagja kitüntetésben részesült. 1922-ben hazatért Budapestre. Az 1920-as évek végén ismét külföldre távozott, és csak élete végén tért vissza a magyar fővárosba. Világszerte ünnepelt zongoraművész volt, aki főként kortárs francia (Debussy, Ravel), angol (Delius) és magyar (Bartók, Kodály) szerzők műveinek interpretációjával tűnt ki. 1934-ben svédországi turnéján agyvérzést kapott, majd nem sokkal hazaérkezése után a Korányi Kórházban elhunyt.
Felesége Békeffy Olga táncművésznő volt.
Sírja a Farkasréti temetőben található.

## Főbb művei

### Színpadi művek
- Tájfun (opera, 1924)
- Számum, opera, 1933
- Gróf Romeo (operett, szövegét írta: Szilágyi László, bemutató: 1931)

### Zenekari művek
- Rapszódia, 1917
- Japán-szvit, 1926